# Lijst van onroerend erfgoed in Kaprijke
Een overzicht van het onroerend erfgoed in de gemeente Kaprijke. Het onroerend erfgoed maakt deel uit van het cultureel erfgoed in België.

## Bouwkundig erfgoed
| Object                                                | Erfgoedstatus?                         | Bouwjaar of architect                                   | Deelgemeente | Adres                                                      | Coördinaten                   | Nummer? | Afbeelding                                            |
| ----------------------------------------------------- | -------------------------------------- | ------------------------------------------------------- | ------------ | ---------------------------------------------------------- | ----------------------------- | ------- | ----------------------------------------------------- |
| Sint-Antoniuskapel met omringende beuken              | Monument                               | 1898                                                    | Lembeke      | Aveschoot                                                  | 51° 11' 37" NB, 3° 37' 47" OL | 44607   | Sint-Antoniuskapel met omringende beuken              |
| Rustoord Sint-Jozef                                   |                                        | 1877                                                    | Lembeke      | Aveschoot 2                                                | 51° 11' 37" NB, 3° 37' 52" OL | 44608   | Rustoord Sint-Jozef                                   |
| Villa                                                 |                                        | 1907                                                    | Lembeke      | Aveschoot 5, 5A                                            | 51° 11' 39" NB, 3° 37' 48" OL | 44609   | Villa                                                 |
| Herenhuis                                             |                                        | 1901                                                    | Lembeke      | Aveschoot 10                                               | 51° 11' 36" NB, 3° 37' 47" OL | 44611   | Herenhuis                                             |
| Hoeve                                                 | Monument                               | 18de eeuw                                               | Lembeke      | Aveschoot 25                                               | 51° 11' 37" NB, 3° 37' 40" OL | 44612   | Hoeve                                                 |
| Boerenwoning                                          | Monument                               | einde van de 18de eeuw of begin van de 19de eeuw        | Lembeke      | Aveschoot 31                                               | 51° 11' 34" NB, 3° 37' 38" OL | 44613   | Boerenwoning                                          |
| Hoeve met losse bestanddelen                          |                                        | 18de-eeuwse kern, schuur uit 1933                       | Lembeke      | Aveschoot 46                                               | 51° 11' 29" NB, 3° 37' 42" OL | 44614   | Hoeve met losse bestanddelen                          |
| Hoeve                                                 | niet bewaard                           | 18de eeuw                                               | Lembeke      | Aveschoot 70                                               | 51° 11' 19" NB, 3° 37' 48" OL | 44615   | Hoeve                                                 |
| Hoeve met twee boerenwoningen                         |                                        | 18de eeuw                                               | Lembeke      | Aveschoot 71-73                                            | 51° 11' 19" NB, 3° 37' 44" OL | 44616   | Hoeve met twee boerenwoningen                         |
| Pastorie Sint-Egidiusparochie                         | Monument                               | 1772; Emmanuel Van Speybrouck 1905 Frans van Wassenhove | Lembeke      | Gentstraat 1                                               | 51° 11' 39" NB, 3° 38' 1" OL  | 44617   | Pastorie Sint-Egidiusparochie                         |
| Villa ontworpen door Urbain de Meyer                  | Monument                               | 1935 Urbain De Meyer                                    | Lembeke      | Gentstraat 3                                               | 51° 11' 39" NB, 3° 38' 7" OL  | 44618   | Villa ontworpen door Urbain de Meyer                  |
| Boerenwoning                                          |                                        | 19de eeuw                                               | Lembeke      | Gentstraat 11                                              | 51° 11' 38" NB, 3° 38' 11" OL | 44619   | Boerenwoning                                          |
| Hoeve                                                 | niet bewaard                           | 18de eeuw, aanpassingen in de 19de eeuw                 | Lembeke      | Gentstraat 23                                              | 51° 11' 33" NB, 3° 38' 22" OL | 44621   | Hoeve                                                 |
| Hoeve met losse bestanddelen                          | niet bewaard                           | 18de eeuw gesloopt                                      | Lembeke      | Gentweg 34                                                 | 51° 10' 55" NB, 3° 39' 29" OL | 44622   | Upload foto                                           |
| Twee arbeiderswoningen                                | dorpsgezicht                           | 1896                                                    | Lembeke      | Heihoekse Kerkwegel 1-3                                    | 51° 11' 39" NB, 3° 37' 54" OL | 44623   | Twee arbeiderswoningen                                |
| Onze-Lieve-Vrouwkapel                                 |                                        | vierde kwart 19de eeuw                                  | Lembeke      | Kaprijkstraat 36                                           | 51° 11' 44" NB, 3° 39' 9" OL  | 44625   | Onze-Lieve-Vrouwkapel                                 |
| Kapel van de Heilige Familie                          | Monument                               | derde kwart 19de eeuw                                   | Lembeke      | Kasteeldreef                                               | 51° 11' 34" NB, 3° 37' 37" OL | 44629   | Kapel van de Heilige Familie                          |
| Kasteeldomein Aveschoot                               | Monument                               | eerste kwart 16de eeuw, vierde kwart 18de eeuw          | Lembeke      | Kasteeldreef 1-9                                           | 51° 11' 56" NB, 3° 37' 32" OL | 44630   | Kasteeldomein Aveschoot                               |
| Arbeiderswoning                                       |                                        | 1899                                                    | Lembeke      | Kerkstraat 4                                               | 51° 11' 45" NB, 3° 38' 1" OL  | 44636   | Arbeiderswoning                                       |
| Gemeenteschool                                        | niet bewaard                           | 1854-1855; Hippolyte De Smet                            | Lembeke      | Kerkstraat 9                                               | 51° 11' 42" NB, 3° 38' 5" OL  | 44637   | Gemeenteschool                                        |
| Hoeve met losse bestanddelen                          |                                        | 19de eeuw                                               | Lembeke      | Kerkstraat 90                                              | 51° 12' 11" NB, 3° 38' 35" OL | 44638   | Hoeve met losse bestanddelen                          |
| Langgestrekte hoeve                                   |                                        | eind 18de of begin 19de eeuw                            | Lembeke      | Kerkstraat 109                                             | 51° 12' 11" NB, 3° 38' 40" OL | 44639   | Upload foto                                           |
| Twee boerenwoningen                                   | niet bewaard                           | 18de eeuw (nr 9) - 20e eeuw (nr 11)                     | Lembeke      | Ketsebroek 9-11                                            | 51° 12' 11" NB, 3° 36' 26" OL | 44640   | Twee boerenwoningen                                   |
| Boerenwoning                                          |                                        | -                                                       | Lembeke      | Ketsebroek 12                                              | 51° 12' 12" NB, 3° 36' 20" OL | 44641   | Boerenwoning                                          |
| Hoeve met losse bestanddelen                          | niet bewaard                           | 18de eeuw                                               | Lembeke      | Koeistraat 7                                               | 51° 12' 18" NB, 3° 36' 33" OL | 44642   | Hoeve met losse bestanddelen                          |
| Bloemisterij                                          | niet bewaard                           | 1911-1912                                               | Lembeke      | Ledestraat 41                                              | 51° 10' 57" NB, 3° 38' 21" OL | 44643   | Bloemisterij                                          |
| Hoeve met losse bestanddelen, thans Bardelaeremuseum  |                                        | eind 18de eeuw of begin 19de eeuw. Schuur uit ca. 1900  | Lembeke      | Ledestraat 42                                              | 51° 11' 3" NB, 3° 38' 12" OL  | 44644   | Hoeve met losse bestanddelen, thans Bardelaeremuseum  |
| Boerenarbeiderswoning                                 |                                        | 1873                                                    | Lembeke      | Ledestraat 60                                              | 51° 10' 58" NB, 3° 38' 22" OL | 44645   | Boerenarbeiderswoning                                 |
| Parochiekerk Sint-Egidius                             | Monument: toren, kerk en muur          | 13de eeuw, vierde kwart 18de eeuw                       | Lembeke      | Lembeke-Dorp                                               | 51° 11' 41" NB, 3° 37' 56" OL | 44646   | Parochiekerk Sint-Egidius                             |
| Herenhuis                                             | dorpsgezicht                           | 19de eeuw                                               | Lembeke      | Lembeke-Dorp 3                                             | 51° 11' 42" NB, 3° 38' 1" OL  | 44647   | Herenhuis                                             |
| Dorpswoning                                           |                                        | 44648                                                   | Lembeke      | Lembeke-Dorp 11                                            | 51° 11' 44" NB, 3° 37' 60" OL | 44648   | Dorpswoning                                           |
| Dorpswoning                                           |                                        | eerste kwart 19de eeuw                                  | Lembeke      | Lembeke-Dorp 12                                            | 51° 11' 44" NB, 3° 37' 59" OL | 44649   | Dorpswoning                                           |
| Dorpswoning                                           |                                        | 1934 (ophoging)                                         | Lembeke      | Lembeke-Dorp 14                                            | 51° 11' 44" NB, 3° 37' 58" OL | 44650   | Dorpswoning                                           |
| Herberg De Zwaan                                      |                                        | 1851 1946 (renovatie begane grond); A. De Pape          | Lembeke      | Lembeke-Dorp 17                                            | 51° 11' 44" NB, 3° 37' 57" OL | 44651   | Herberg De Zwaan                                      |
| Speculaasfabriek Edelweiss en huis van familie Boone  |                                        | 1928                                                    | Lembeke      | Lembeke-Dorp 20                                            | 51° 11' 43" NB, 3° 37' 55" OL | 44652   | Speculaasfabriek Edelweiss en huis van familie Boone  |
| Herenhuis                                             | dorpsgezicht                           | eerste helft van de 19de eeuw                           | Lembeke      | Lembeke-Dorp 21-22                                         | 51° 11' 43" NB, 3° 37' 54" OL | 44654   | Herenhuis                                             |
| Twee gekoppelde burgerhuizen                          | dorpsgezicht                           | -                                                       | Lembeke      | Lembeke-Dorp 25-26                                         | 51° 11' 43" NB, 3° 37' 53" OL | 44655   | Twee gekoppelde burgerhuizen                          |
| Dorpswoning                                           |                                        | eerste kwart 19de eeuw                                  | Lembeke      | Lembeke-Dorp 29                                            | 51° 11' 41" NB, 3° 37' 51" OL | 44656   | Dorpswoning                                           |
| Herberg                                               | niet bewaard                           | 19e eeuw gesloopt                                       | Lembeke      | Lembeke-Dorp 34                                            | 51° 11' 40" NB, 3° 37' 51" OL | 44657   | Herberg                                               |
| Brouwerswoning Stockman                               | Monument                               | eerste helft van de 19de eeuw                           | Lembeke      | Lembeke-Dorp 36                                            | 51° 11' 39" NB, 3° 37' 52" OL | 44659   | Brouwerswoning Stockman                               |
| Dorpswoning                                           | dorpsgezicht                           | 1920 (uitbreiding)                                      | Lembeke      | Lembeke-Dorp 39                                            | 51° 11' 41" NB, 3° 37' 55" OL | 44660   | Dorpswoning                                           |
| Boerenwoning                                          |                                        | 18de eeuw                                               | Lembeke      | Menstraat 1A                                               | 51° 11' 27" NB, 3° 37' 39" OL | 44661   | Boerenwoning                                          |
| Hoeve met losse bestanddelen                          |                                        | 18de eeuw                                               | Lembeke      | Eeklostraat 4                                              | 51° 11' 7" NB, 3° 38' 36" OL  | 44662   | Upload foto                                           |
| Kapel Onze-Lieve-Vrouw van Vrede                      |                                        | 1949                                                    | Lembeke      | Tragelstraat                                               | 51° 10' 53" NB, 3° 38' 29" OL | 44665   | Kapel Onze-Lieve-Vrouw van Vrede                      |
| Landhuis De Potter-Soenens                            |                                        | 1842-1846; Louis Minard                                 | Lembeke      | Tragelstraat 2                                             | 51° 10' 58" NB, 3° 38' 27" OL | 44666   | Landhuis De Potter-Soenens                            |
| Hoeve met losse bestanddelen                          | niet bewaard                           | eind 18de of begin 19de eeuw gesloopt                   | Lembeke      | Vaartstraat 51                                             | 51° 11' 53" NB, 3° 37' 56" OL | 44667   | Hoeve met losse bestanddelen                          |
| Boerenarbeiderswoning                                 | niet bewaard                           | eerste kwart 19de eeuw                                  | Lembeke      | Vaartstraat 61                                             | 51° 11' 51" NB, 3° 37' 60" OL | 44668   | Upload foto                                           |
| Dorpswoning                                           |                                        | 1871                                                    | Lembeke      | Vaartstraat 63                                             | 51° 11' 50" NB, 3° 37' 60" OL | 44669   | Dorpswoning                                           |
| Twee gekoppelde arbeiderswoningen                     | niet bewaard                           | gesloopt                                                | Lembeke      | Vaartstraat 87-89                                          | 51° 11' 44" NB, 3° 38' 0" OL  | 44671   | Upload foto                                           |
| Hoeve met losse bestanddelen                          |                                        | 18de eeuw                                               | Lembeke      | Vrombautstraat 11                                          | 51° 12' 10" NB, 3° 37' 21" OL | 44673   | Hoeve met losse bestanddelen                          |
| Hoeve met losse bestanddelen                          |                                        | 18de eeuw                                               | Lembeke      | Vrombautstraat 23                                          | 51° 11' 56" NB, 3° 36' 36" OL | 44674   | Hoeve met losse bestanddelen                          |
| Dorpswoning                                           |                                        | 1880-1889                                               | Lembeke      | Windgatstraat 3                                            | 51° 11' 8" NB, 3° 36' 53" OL  | 44675   | Dorpswoning                                           |
| Arbeiderswoning                                       |                                        | 1850 1912 (verbouwing)                                  | Lembeke      | Windgatstraat 15                                           | 51° 11' 11" NB, 3° 36' 53" OL | 44677   | Arbeiderswoning                                       |
| Westermolen                                           | Monument                               | 1785                                                    | Lembeke      | Windgatstraat                                              | 51° 11' 35" NB, 3° 36' 40" OL | 44679   | Westermolen                                           |
| Boerenwoning                                          |                                        | 18de eeuw 1923 of 1936 (schuur)                         | Kaprijke     | Bandam 1                                                   | 51° 14' 47" NB, 3° 37' 11" OL | 44681   | Boerenwoning                                          |
| Hoeve                                                 |                                        | eind 19de of begin 20ste eeuw                           | Kaprijke     | Bandam 3                                                   | 51° 14' 47" NB, 3° 37' 19" OL | 44682   | Hoeve                                                 |
| Hoeve met losse bestanddelen                          |                                        | 18de eeuw                                               | Kaprijke     | Beekstraat 4                                               | 51° 12' 51" NB, 3° 38' 7" OL  | 44683   | Hoeve met losse bestanddelen                          |
| Hoeve met losse bestanddelen                          | niet bewaard                           | 18de eeuw gesloopt                                      | Kaprijke     | Eindeken 11                                                | 51° 13' 3" NB, 3° 36' 2" OL   | 44685   | Hoeve met losse bestanddelen                          |
| Hoeve met losse bestanddelen                          | niet bewaard                           | 18de eeuw gesloopt                                      | Kaprijke     | Eindeken 47                                                | 51° 13' 0" NB, 3° 35' 38" OL  | 44686   | Upload foto                                           |
| Villa                                                 |                                        | 1932                                                    | Kaprijke     | Gravenstraat 17                                            | 51° 14' 48" NB, 3° 36' 34" OL | 44688   | Villa                                                 |
| Villa                                                 |                                        | 1947                                                    | Kaprijke     | Gravenstraat 66                                            | 51° 14' 47" NB, 3° 36' 16" OL | 44690   | Villa                                                 |
| Hoeve                                                 |                                        | 19de eeuw                                               | Kaprijke     | Heinestraat 2                                              | 51° 13' 45" NB, 3° 37' 38" OL | 44692   | Hoeve                                                 |
| Hoeve met losse bestanddelen                          |                                        | 18de eeuw                                               | Kaprijke     | Heinestraat 3                                              | 51° 13' 42" NB, 3° 37' 34" OL | 44693   | Hoeve met losse bestanddelen                          |
| Hoeve                                                 |                                        | 18de eeuw                                               | Kaprijke     | Heinestraat 5                                              | 51° 13' 42" NB, 3° 37' 41" OL | 44694   | Hoeve                                                 |
| Kapel Onze-Lieve-Vrouw van Kleem en ommegangskapellen | Monument                               | 1874 1894                                               | Kaprijke     | Kleemstraat, Landstraatje, Rysselhofstraat, Wulfhoekstraat | 51° 13' 30" NB, 3° 35' 42" OL | 44695   | Kapel Onze-Lieve-Vrouw van Kleem en ommegangskapellen |
| Hoeve met losse bestanddelen                          |                                        | 1687                                                    | Kaprijke     | Kleemstraat 4                                              | 51° 13' 13" NB, 3° 35' 24" OL | 44696   | Hoeve met losse bestanddelen                          |
| Villa                                                 |                                        | 1939; George Callens                                    | Kaprijke     | Kleemstraat 6                                              | 51° 13' 30" NB, 3° 35' 40" OL | 44697   | Villa                                                 |
| Hoeve                                                 | niet bewaard                           | 18de eeuw                                               | Kaprijke     | Moerstraat 31                                              | 51° 13' 20" NB, 3° 34' 50" OL | 44698   | Hoeve                                                 |
| Café Zoeten Inval                                     |                                        | 1941                                                    | Kaprijke     | Molenstraat 14                                             | 51° 13' 14" NB, 3° 37' 2" OL  | 44699   | Café Zoeten Inval                                     |
| Rij van zeven arbeiderswoningen                       |                                        | 1905 1935 (omvorming naar zeven arbeidershuisjes)       | Kaprijke     | Molenstraat 27-39                                          | 51° 13' 16" NB, 3° 37' 5" OL  | 44700   | Rij van zeven arbeiderswoningen                       |
| Romp Molen Van de Steene met molenaarswoning          | Monument                               | 1804 (molen)                                            | Kaprijke     | Molenstraat 58                                             | 51° 13' 24" NB, 3° 37' 5" OL  | 44701   | Romp Molen Van de Steene met molenaarswoning          |
| Hoeve met losse bestanddelen                          |                                        | 1913                                                    | Kaprijke     | Ooststraat 2                                               | 51° 13' 30" NB, 3° 38' 38" OL | 44703   | Hoeve met losse bestanddelen                          |
| Hoeve met losse bestanddelen                          |                                        | 1868                                                    | Kaprijke     | Ooststraat 5                                               | 51° 13' 38" NB, 3° 39' 2" OL  | 44704   | Hoeve met losse bestanddelen                          |
| Hoeve                                                 | Monument                               | 18de eeuw                                               | Kaprijke     | Ooststraat 7                                               | 51° 13' 40" NB, 3° 39' 5" OL  | 44705   | Hoeve                                                 |
| Boerenarbeiderswoning                                 |                                        | 18de eeuw                                               | Kaprijke     | Ooststraat 13                                              | 51° 13' 42" NB, 3° 39' 15" OL | 44706   | Boerenarbeiderswoning                                 |
| Sint-Franciscuskapel                                  | Monument                               | 18de eeuw                                               | Kaprijke     | Plein                                                      | 51° 13' 8" NB, 3° 37' 11" OL  | 44707   | Sint-Franciscuskapel                                  |
| Gemeentehuis van Kaprijke                             | Monument                               | 1662                                                    | Kaprijke     | Plein 1                                                    | 51° 13' 6" NB, 3° 37' 3" OL   | 44708   | Gemeentehuis van Kaprijke                             |
| Modernistische apotheek                               | dorpsgezicht                           | 19de eeuw 1937 (verbouwing) 1996 (gevelrenovatie)       | Kaprijke     | Plein 5                                                    | 51° 13' 8" NB, 3° 37' 5" OL   | 44709   | Modernistische apotheek                               |
| Dorpswoning                                           | dorpsgezicht                           | 19de eeuw                                               | Kaprijke     | Plein 21                                                   | 51° 13' 9" NB, 3° 37' 8" OL   | 44710   | Dorpswoning                                           |
| Burgerhuis                                            | dorpsgezicht                           | 1906                                                    | Kaprijke     | Plein 29                                                   | 51° 13' 10" NB, 3° 37' 9" OL  | 44711   | Burgerhuis                                            |
| Burgerhuis                                            | dorpsgezicht                           | 1911 2000 (renovatie)                                   | Kaprijke     | Plein 35                                                   | 51° 13' 10" NB, 3° 37' 11" OL | 44712   | Burgerhuis                                            |
| Brouwerswoning                                        | Monument                               | 1893                                                    | Kaprijke     | Plein 45-47                                                | 51° 13' 8" NB, 3° 37' 14" OL  | 44713   | Brouwerswoning                                        |
| Dorpswoning                                           |                                        | begin 20ste eeuw                                        | Kaprijke     | Plein 101                                                  | 51° 12' 59" NB, 3° 37' 10" OL | 44714   | Dorpswoning                                           |
| Burgerhuis                                            |                                        | 19de eeuw                                               | Kaprijke     | Plein 103                                                  | 51° 12' 57" NB, 3° 37' 11" OL | 44715   | Burgerhuis                                            |
| Arbeiderswoning                                       | dorpsgezicht                           | eerste helft 20ste eeuw                                 | Kaprijke     | Plein 107                                                  | 51° 12' 57" NB, 3° 37' 9" OL  | 44716   | Arbeiderswoning                                       |
| Notariswoning en Heilig Hartkapel                     | dorpsgezicht                           | 1896                                                    | Kaprijke     | Plein 113                                                  | 51° 12' 57" NB, 3° 37' 7" OL  | 44717   | Notariswoning en Heilig Hartkapel                     |
| Burgerhuis                                            | dorpsgezicht                           | 1912                                                    | Kaprijke     | Plein 121                                                  | 51° 12' 59" NB, 3° 37' 3" OL  | 44718   | Burgerhuis                                            |
| Burgerhuis                                            | dorpsgezicht                           | 1937; K. Van Cauwenberghe                               | Kaprijke     | Plein 127                                                  | 51° 12' 60" NB, 3° 37' 3" OL  | 44719   | Burgerhuis                                            |
| Gekoppelde burgerhuizen                               | dorpsgezicht                           | ca. 1940                                                | Kaprijke     | Plein 137                                                  | 51° 13' 1" NB, 3° 37' 3" OL   | 44720   | Gekoppelde burgerhuizen                               |
| Dorpswoning met werkhuis van de schoenmaker           | dorpsgezicht                           | 1907 (verbouwing)                                       | Kaprijke     | Plein 139                                                  | 51° 13' 1" NB, 3° 37' 3" OL   | 44721   | Dorpswoning met werkhuis van de schoenmaker           |
| Neoclassicistisch burgerhuis                          | dorpsgezicht                           | -                                                       | Kaprijke     | Plein 143                                                  | 51° 13' 2" NB, 3° 37' 3" OL   | 44722   | Neoclassicistisch burgerhuis                          |
| Burgerhuis                                            | dorpsgezicht                           | -                                                       | Kaprijke     | Plein 149                                                  | 51° 13' 3" NB, 3° 37' 3" OL   | 44723   | Burgerhuis                                            |
| Burgerhuis                                            | dorpsgezicht                           | 19de eeuw                                               | Kaprijke     | Plein 153                                                  | 51° 13' 4" NB, 3° 37' 2" OL   | 44724   | Burgerhuis                                            |
| Burgerhuis                                            | dorpsgezicht                           | 1932                                                    | Kaprijke     | Plein 157                                                  | 51° 13' 4" NB, 3° 37' 1" OL   | 44725   | Burgerhuis                                            |
| Parochiehuis De Kring                                 | dorpsgezicht                           | 1916; A. Vervaet                                        | Kaprijke     | Plein 159                                                  | 51° 13' 4" NB, 3° 37' 3" OL   | 44726   | Parochiehuis De Kring                                 |
| Burgerhuis                                            | dorpsgezicht                           | 1873                                                    | Kaprijke     | Plein 16                                                   | 51° 13' 5" NB, 3° 37' 7" OL   | 44727   | Burgerhuis                                            |
| Dorpswoning                                           | dorpsgezicht                           | jaren 1870                                              | Kaprijke     | Plein 18                                                   | 51° 13' 5" NB, 3° 37' 7" OL   | 44728   | Dorpswoning                                           |
| Gemeentelijke jongensschool                           | Monument                               | 1869-70; Edmond de Perre-Montigny                       | Kaprijke     | Plein 22-24, 20A                                           | 51° 13' 4" NB, 3° 37' 8" OL   | 44729   | Gemeentelijke jongensschool                           |
| Rij dorpswoningen                                     | dorpsgezicht                           | 1874                                                    | Kaprijke     | Plein 26-42                                                | 51° 13' 5" NB, 3° 37' 10" OL  | 44730   | Rij dorpswoningen                                     |
| Burgerhuis                                            |                                        | interbellum                                             | Kaprijke     | Plein 70                                                   | 51° 13' 1" NB, 3° 37' 11" OL  | 44731   | Burgerhuis                                            |
| Boerenarbeiderswoning                                 |                                        | 1876                                                    | Kaprijke     | Rysselhofstraat 3                                          | 51° 13' 26" NB, 3° 35' 58" OL | 44733   | Boerenarbeiderswoning                                 |
| Hoeve                                                 | Monument                               | 1772 jaren 1950 (gevelrenovatie)                        | Kaprijke     | Rysselhofstraat 6                                          | 51° 13' 56" NB, 3° 36' 25" OL | 44734   | Hoeve                                                 |
| Hoeve                                                 | Monument                               | 17de eeuw 1912 (dwarsschuur)                            | Kaprijke     | Rysselhofstraat 8                                          | 51° 13' 59" NB, 3° 36' 22" OL | 44735   | Hoeve                                                 |
| Hoeve                                                 | Monument                               | 1912 (dwarsschuur) 1937 (woonhuis)                      | Kaprijke     | Rysselhofstraat 10                                         | 51° 14' 4" NB, 3° 36' 26" OL  | 44736   | Hoeve                                                 |
| Hoeve met losse bestanddelen                          |                                        | 18de eeuw gesloopt                                      | Kaprijke     | Rysselhofstraat 13                                         | 51° 13' 30" NB, 3° 36' 2" OL  | 44737   | Hoeve met losse bestanddelen                          |
| Station Kaprijke                                      | niet bewaard                           | 1871 gesloopt (2007)                                    | Kaprijke     | Stationsstraat 13                                          | 51° 13' 12" NB, 3° 37' 40" OL | 44738   | Station Kaprijke                                      |
| Café                                                  |                                        | -                                                       | Kaprijke     | Stationsstraat 11                                          | 51° 13' 11" NB, 3° 37' 34" OL | 44739   | Café                                                  |
| Mandenmakerij                                         |                                        | 1872                                                    | Kaprijke     | Stationsstraat 16                                          | 51° 13' 7" NB, 3° 37' 31" OL  | 44740   | Mandenmakerij                                         |
| Arbeiderswoning                                       |                                        | 18de eeuw                                               | Kaprijke     | Smissestraat 2                                             | 51° 14' 53" NB, 3° 36' 44" OL | 44741   | Arbeiderswoning                                       |
| Hoeve met losse bestanddelen                          |                                        | tweede helft 18de eeuw                                  | Kaprijke     | Vaartstraat 1                                              | 51° 13' 2" NB, 3° 37' 28" OL  | 44743   | Hoeve met losse bestanddelen                          |
| Spoorwachterswoning                                   |                                        | 1870                                                    | Kaprijke     | Vaartstraat 20                                             | 51° 12' 54" NB, 3° 37' 20" OL | 44744   | Spoorwachterswoning                                   |
| Hof Ter Cruysse                                       | Monument                               | midden van de zestiende eeuw                            | Kaprijke     | Vaartstraat 49                                             | 51° 12' 47" NB, 3° 37' 30" OL | 44745   | Hof Ter Cruysse                                       |
| Burgerhuis                                            |                                        | ca. 1871                                                | Kaprijke     | Vaartstraat 52                                             | 51° 12' 41" NB, 3° 37' 28" OL | 44746   | Burgerhuis                                            |
| Parochiekerk Onze-Lieve-Vrouw Hemelvaart met kerkhof  | Monument: toren, kerk, ommuurd kerkhof | 13de eeuw (toren) 1788; Joachim Colin                   | Kaprijke     | Voorstraat                                                 | 51° 13' 5" NB, 3° 36' 60" OL  | 44747   | Parochiekerk Onze-Lieve-Vrouw Hemelvaart met kerkhof  |
| Pastorie Onze-Lieve-Vrouw Hemelvaartparochie          | dorpsgezicht                           | eerste kwart van de 19de eeuw                           | Kaprijke     | Voorstraat 2                                               | 51° 13' 2" NB, 3° 36' 59" OL  | 44748   | Pastorie Onze-Lieve-Vrouw Hemelvaartparochie          |
| Bakkerij                                              | dorpsgezicht                           | eerste helft van de 19de eeuw                           | Kaprijke     | Voorstraat 6                                               | 51° 13' 5" NB, 3° 36' 57" OL  | 44749   | Bakkerij                                              |
| Dorpswoning                                           | dorpsgezicht                           | 1910                                                    | Kaprijke     | Voorstraat 8                                               | 51° 13' 5" NB, 3° 36' 57" OL  | 44750   | Dorpswoning                                           |
| Café De Gouden Leeuw                                  | dorpsgezicht                           | 19de eeuw                                               | Kaprijke     | Voorstraat 10                                              | 51° 13' 5" NB, 3° 36' 57" OL  | 44751   | Café De Gouden Leeuw                                  |
| Burgerhuis                                            |                                        | jaren 1930                                              | Kaprijke     | Voorstraat 12                                              | 51° 13' 5" NB, 3° 36' 56" OL  | 44752   | Burgerhuis                                            |
| Arbeiderswoning                                       |                                        | jaren 1920                                              | Kaprijke     | Voorstraat 28                                              | 51° 13' 5" NB, 3° 36' 53" OL  | 44755   | Arbeiderswoning                                       |
| Burgerhuis                                            |                                        | tweede helft 19de eeuw                                  | Kaprijke     | Voorstraat 30                                              | 51° 13' 6" NB, 3° 36' 53" OL  | 44756   | Burgerhuis                                            |
| Meisjesschool                                         |                                        | 1867 1920 (uitbreiding)                                 | Kaprijke     | Alfred De Taeyestraat 40A                                  | 51° 13' 1" NB, 3° 36' 53" OL  | 44782   | Meisjesschool                                         |
| Twee arbeiderswoningen                                |                                        | jaren 1920                                              | Kaprijke     | Voorstraat 34-36                                           | 51° 13' 5" NB, 3° 36' 52" OL  | 44783   | Twee arbeiderswoningen                                |
| Herenhuis in art-decostijl                            | Monument                               | rond 1934 Emiel De Nil                                  | Kaprijke     | Voorstraat 38                                              | 51° 13' 5" NB, 3° 36' 52" OL  | 44784   | Herenhuis in art-decostijl                            |
| Burgerhuis                                            |                                        | 19de eeuw                                               | Kaprijke     | Voorstraat 50                                              | 51° 13' 5" NB, 3° 36' 49" OL  | 44785   | Burgerhuis                                            |
| Classicistisch herenhuis                              | Monument                               | einde van de 18de eeuw                                  | Kaprijke     | Voorstraat 52                                              | 51° 13' 4" NB, 3° 36' 49" OL  | 44786   | Classicistisch herenhuis                              |
| Herenhuis                                             | niet bewaard                           | 1868 gesloopt                                           | Kaprijke     | Voorstraat 54                                              | 51° 13' 5" NB, 3° 36' 48" OL  | 44787   | Herenhuis                                             |
| Dorpswoning                                           |                                        | 1886                                                    | Kaprijke     | Voorstraat 68                                              | 51° 13' 4" NB, 3° 36' 43" OL  | 44789   | Dorpswoning                                           |
| Dorpswoning                                           | niet bewaard                           | 1866                                                    | Kaprijke     | Voorstraat 86                                              | 51° 13' 4" NB, 3° 36' 37" OL  | 44790   | Dorpswoning                                           |
| Boerenarbeiderswoning                                 | niet bewaard                           | 18de eeuw                                               | Kaprijke     | Voorstraat 88                                              | 51° 13' 4" NB, 3° 36' 36" OL  | 44791   | Boerenarbeiderswoning                                 |
| Boerenwoning                                          | Monument                               |                                                         | Kaprijke     | Voorstraat 100                                             | 51° 13' 4" NB, 3° 36' 31" OL  | 44792   | Boerenwoning                                          |
| Burgerhuis en duiventoren                             | dorpsgezicht                           | 18de eeuw                                               | Kaprijke     | Voorstraat 25                                              | 51° 13' 8" NB, 3° 36' 57" OL  | 44793   | Burgerhuis en duiventoren                             |
| Burgerhuis                                            | dorpsgezicht                           | derde kwart 19de eeuw                                   | Kaprijke     | Voorstraat 27                                              | 51° 13' 8" NB, 3° 36' 56" OL  | 44794   | Burgerhuis                                            |
| 18de-eeuws burgerhuis                                 | Monument                               | vierde kwart 18de eeuw                                  | Kaprijke     | Voorstraat 37                                              | 51° 13' 8" NB, 3° 36' 54" OL  | 44795   | 18de-eeuws burgerhuis                                 |
| Burgerhuis                                            |                                        | begin 20ste eeuw                                        | Kaprijke     | Voorstraat 69                                              | 51° 13' 7" NB, 3° 36' 46" OL  | 44796   | Burgerhuis                                            |
| Dorpswoning                                           |                                        | 19de eeuw                                               | Kaprijke     | Voorstraat 73                                              | 51° 13' 7" NB, 3° 36' 45" OL  | 44797   | Dorpswoning                                           |
| Gekoppelde rijhuizen                                  | niet bewaard                           | 1906-1907                                               | Kaprijke     | Voorstraat 79-81                                           | 51° 13' 6" NB, 3° 36' 43" OL  | 44798   | Upload foto                                           |
| Klooster Sint-Vincentius                              |                                        | kern van 18de eeuw 1963-64 (verbouwing)                 | Kaprijke     | Vrouwstraat 1                                              | 51° 13' 14" NB, 3° 37' 12" OL | 44800   | Klooster Sint-Vincentius                              |
| Burgerhuis                                            | dorpsgezicht                           | 1877                                                    | Kaprijke     | Vrouwstraat 2                                              | 51° 13' 9" NB, 3° 37' 15" OL  | 44801   | Burgerhuis                                            |
| Twee boerenarbeiderswoningen                          |                                        | 18de eeuw 19de eeuw (uitbreiding)                       | Kaprijke     | Vrouwstraat 8-10                                           | 51° 13' 9" NB, 3° 37' 17" OL  | 44802   | Twee boerenarbeiderswoningen                          |
| Burgerhuis                                            |                                        | 1908                                                    | Kaprijke     | Vrouwstraat 20                                             | 51° 13' 9" NB, 3° 37' 22" OL  | 44803   | Burgerhuis                                            |
| Burgerhuis                                            |                                        | -                                                       | Kaprijke     | Vrouwstraat 22                                             | 51° 13' 9" NB, 3° 37' 23" OL  | 44804   | Burgerhuis                                            |
| Boerenwoning                                          |                                        | 18de eeuw                                               | Kaprijke     | Vrouwstraat 23                                             | 51° 13' 14" NB, 3° 37' 31" OL | 44805   | Boerenwoning                                          |
| Burgerhuis                                            |                                        | 1934                                                    | Kaprijke     | Vrouwstraat 24                                             | 51° 13' 10" NB, 3° 37' 23" OL | 44806   | Burgerhuis                                            |
| Burgerhuis                                            |                                        | -                                                       | Kaprijke     | Vrouwstraat 30                                             | 51° 13' 11" NB, 3° 37' 25" OL | 44807   | Burgerhuis                                            |
| Villa van 1895                                        |                                        | 1895                                                    | Kaprijke     | Vrouwstraat 34                                             | 51° 13' 11" NB, 3° 37' 28" OL | 44808   | Villa van 1895                                        |
| Twee boerenarbeiderswoningen                          | Monument                               | vierde kwart 18de eeuw                                  | Kaprijke     | Vrouwstraat 48-50                                          | 51° 13' 13" NB, 3° 37' 35" OL | 44809   | Twee boerenarbeiderswoningen                          |
| Dwarsschuur                                           | Monument                               | 18de eeuw                                               | Kaprijke     | Wauterstraat 3                                             | 51° 13' 9" NB, 3° 38' 40" OL  | 44810   | Dwarsschuur                                           |
| Vlashandel en dorpswoning                             |                                        | begin 19de eeuw                                         | Kaprijke     | Zuidstraat 18                                              | 51° 12' 55" NB, 3° 37' 1" OL  | 44811   | Vlashandel en dorpswoning                             |
| Hoeve Jezuïetengoed                                   |                                        | -                                                       | Kaprijke     | Zuidstraat 38                                              | 51° 12' 50" NB, 3° 36' 50" OL | 44812   | Upload foto                                           |
| Schuur van 1912                                       |                                        | midden 19de eeuw gesloopt                               | Kaprijke     | Zuidstraat 80                                              | 51° 12' 50" NB, 3° 36' 28" OL | 44813   | Schuur van 1912                                       |
| Hoeve met losse bestanddelen                          |                                        | 18de eeuw 20ste eeuw (nieuwe voorgevel)                 | Kaprijke     | Zuidstraat 88                                              | 51° 12' 48" NB, 3° 36' 14" OL | 44814   | Hoeve met losse bestanddelen                          |
| Gekoppelde burgerhuizen                               |                                        | 1939                                                    | Kaprijke     | Voorstraat 70-72                                           | 51° 13' 5" NB, 3° 36' 42" OL  | 88610   | Gekoppelde burgerhuizen                               |
| Boerenwoning                                          |                                        | 1889                                                    | Lembeke      | Weststraat 33                                              | 51° 11' 32" NB, 3° 39' 42" OL | 88613   | Boerenwoning                                          |
| Begraafplaats                                         |                                        | 1942; Marcel Roelandt                                   | Lembeke      | Aveschoot                                                  | 51° 11' 34" NB, 3° 37' 47" OL | 88614   | Begraafplaats                                         |
| Burgerhuis                                            |                                        | 1870                                                    | Lembeke      | Aveschoot 3                                                | 51° 11' 40" NB, 3° 37' 48" OL | 88615   | Burgerhuis                                            |
| Boerenwoning                                          |                                        | 18de eeuw                                               | Lembeke      | Jacobetswegel 7                                            | 51° 12' 32" NB, 3° 39' 2" OL  | 88616   | Boerenwoning                                          |
| Sociale huisvesting van 1926                          |                                        | 1920                                                    | Lembeke      | Gentstraat 14-22                                           | 51° 11' 41" NB, 3° 38' 5" OL  | 88617   | Sociale huisvesting van 1926                          |
| Vrije meisjesschool van de zusters Franciscanessen    |                                        | 1941-46; George Callens                                 | Lembeke      | Heihoekse Kerkwegel 9                                      | 51° 11' 36" NB, 3° 37' 54" OL | 88618   | Vrije meisjesschool van de zusters Franciscanessen    |
| Oorlogsmonument                                       | dorpsgezicht                           | 1922; Jean Canneel                                      | Lembeke      | Lembeke-Dorp                                               | 51° 11' 42" NB, 3° 37' 56" OL | 88619   | Oorlogsmonument                                       |
| Rij dorpswoningen                                     | niet bewaard                           | eerste helft 20ste eeuw                                 | Lembeke      | Lembeke-Dorp 30-33                                         | 51° 11' 41" NB, 3° 37' 50" OL | 88621   | Upload foto                                           |
| Brouwerij                                             | dorpsgezicht                           | 19de eeuw                                               | Lembeke      | Lembeke-Dorp 41                                            | 51° 11' 41" NB, 3° 37' 57" OL | 88622   | Brouwerij                                             |
| Boerenarbeiderswoning                                 | niet bewaard                           | -                                                       | Lembeke      | Menstraat 3                                                | 51° 11' 26" NB, 3° 37' 37" OL | 88623   | Boerenarbeiderswoning                                 |
| Dorpswoning                                           |                                        | vóór WO I                                               | Lembeke      | Aveschoot 21                                               | 51° 11' 37" NB, 3° 37' 42" OL | 88631   | Dorpswoning                                           |
| Villa                                                 |                                        | 1936                                                    | Lembeke      | Aveschoot 6                                                | 51° 11' 37" NB, 3° 37' 48" OL | 89745   | Villa                                                 |
| Boerenwoning                                          | niet bewaard                           | 1839                                                    | Lembeke      | Krommeveldstraat 1                                         | 51° 12' 13" NB, 3° 38' 40" OL | 89746   | Boerenwoning                                          |
| Duitse bunker                                         |                                        |                                                         | Lembeke      | Antwerpse Heirweg                                          |                               | 301067  | Duitse bunker                                         |
| Duitse bunker                                         |                                        |                                                         | Lembeke      | Antwerpse Heirweg 17A                                      |                               | 301068  | Duitse bunker                                         |
| Duitse mitrailleurspost                               |                                        |                                                         | Lembeke      | Eeklostraat                                                |                               | 301069  | Duitse mitrailleurspost                               |
| Duitse bunker                                         |                                        |                                                         | Lembeke      | Antwerpse Heirweg 54                                       |                               | 301070  | Upload foto                                           |
| Duitse mitrailleurspost                               |                                        |                                                         | Lembeke      | Ledestraat 23                                              |                               | 301071  | Duitse mitrailleurspost                               |
| Duitse bunker                                         |                                        |                                                         | Lembeke      | Ledestraat 42                                              |                               | 301072  | Duitse bunker                                         |
| Duitse bunker                                         |                                        |                                                         | Lembeke      | Bisschopslag 7                                             |                               | 301073  | Duitse bunker                                         |
| Duitse mitrailleurspost                               |                                        |                                                         | Lembeke      | Ledestraat 43                                              |                               | 301074  | Duitse mitrailleurspost                               |
| Duitse munitiepost                                    |                                        |                                                         | Lembeke      | Tragelstraat                                               |                               | 301075  | Duitse munitiepost                                    |
| Duitse mitrailleurspost                               |                                        |                                                         | Lembeke      | Tragelstraat                                               |                               | 301077  | Duitse mitrailleurspost                               |
| Duitse bunker                                         |                                        |                                                         | Lembeke      | Tragelstraat                                               |                               | 301079  | Duitse bunker                                         |
| Duitse bunker                                         |                                        |                                                         | Lembeke      | Tragelstraat                                               |                               | 301080  | Duitse bunker                                         |
| Duitse bunker                                         | Monument                               |                                                         | Lembeke      | Oosteeklostraat                                            |                               | 301081  | Duitse bunker                                         |
| Duitse bunker                                         | Monument                               |                                                         | Lembeke      | Oosteeklostraat 9                                          |                               | 301082  | Duitse bunker                                         |
| Duitse mitrailleurspost                               | Monument                               |                                                         | Lembeke      | Oosteeklostraat                                            |                               | 301083  | Duitse mitrailleurspost                               |
| Duitse bunker                                         | Monument                               |                                                         | Lembeke      | Oosteeklostraat                                            |                               | 301084  | Duitse bunker                                         |

### Bouwkundige gehelen
| Object            | Erfgoedstatus? | Bouwjaar of architect | Deelgemeente | Adres | Coördinaten | Nummer? | Afbeelding        |
| ----------------- | -------------- | --------------------- | ------------ | --- | ----------- | ------- | ----------------- |
| Rijselhof         | Monument       |                       | Kaprijke     | Rysselhofstraat 6-10 |             | 300921  | Rijselhof         |
| Dorpskom Lembeke  | Dorpsgezicht   |                       | Lembeke      | Heihoekse Kerkwegel 1-3, Lembeke-Dorp 3, 8-9, 35-41, 38-40                                                                                    |             | 300960  | Upload foto       |
| Dorpskom Kaprijke | Dorpsgezicht   |                       | Kaprijke     | Alfred De Taeyestraat 19-33, Molenstraat 5-11, Plein 1-59, 109-159, Plein 2-48, 88-116, Voorstraat 1-27, 2-10, Vrouwstraat 1, 2, Zuidstraat 2 |             | 300974  | Dorpskom Kaprijke |